# Oxyligyrus nasutus
Oxyligyrus nasutus är en skalbaggsart som beskrevs av Hermann Burmeister 1847. Oxyligyrus nasutus ingår i släktet Oxyligyrus och familjen Dynastidae. Inga underarter finns listade i Catalogue of Life.